# نام من سوزان نیست
«نام من سوزان نیست» تک‌آهنگی از ویتنی هیوستون است که در سال ۱۹۹۱ میلادی منتشر شد.
این تک‌آهنگ در چارت‌های جزو ده ترانه اول قرار گرفت.